# Spas Kozjoecharov
Spas Ivanov Kozjoecharov (Bulgaars: Спас Иванов Кожухаров) (?, 5 maart 1980) is een Bulgaarse schaker met een FIDE-rating van 2391 in 2005 en rating 2446 in 2017. Sinds 2007 is hij een Internationaal Meester (IM).  
Van 23 mei t/m 3 juni 2005 speelde hij mee in het toernooi om het 69e kampioenschap van Bulgarije in Pleven en eindigde met 5.5 punt uit 13 ronden op de tiende plaats. Het toernooi werd met 9.5 punt gewonnen door Ivan Tsjeparinov. 
In juli 2009 nam hij deel aan de Atlantis Meestertienkamp in Groningen en werd zevende met 4 pt. uit 9 partijen.
In februari 2014 behaalde hij een gedeelde tweede plaats bij het Rochefort schaakfestival.
In 2015 was hij mede-ondertekenaar van een door 33 GM's en IM's ondertekende open brief, gericht aan de Bulgaarse minister van sport. In deze brief wordt de minister aangesproken op het slechte aanzien van Bulgarije in de internationale schaakwereld.

## Externe koppelingen
- (en)   Informatie over schaakpartijen van Spas Kozjoecharov op ChessGames.com
- (en)   Informatie over schaakpartijen van Spas Kozjoecharov op 365chess.com
- (en)  FIDE-ratinggegevens voor Spas Kozjoecharov